# Reideburger Sportverein 1990 Abteilung Radsport
Der Reideburger Sportverein 1990 Abteilung Radsport ist ein hallescher Radsportverein. Er ist deutscher Meister und fünffacher DDR-Meister im Damen-Radpolo sowie DDR-Meister im Junioren-Radball. Er ist im halleschen Stadtteil Reideburg beheimatet und Teil des Reideburger SV 1990 e.V.

## Geschichte
Die Saalradfahrtradition in Halle begründete der 1882 gegründete „Hallesche-Bicycle-Club“. Die Geschichte des Reideburger Sportvereins geht auf den VfR Reideburg (Verein für Rasensport Reideburg) aus dem Jahr 1912 zurück.  Im Jahr 1924 gründete sich zudem der Radfahrer-Verein Freie Radler Reideburg. Die Radball- und Radpolotradition in der Region Halle/Saalkreis geht auf die 1930er Jahre zurück. Am 2. August 1930 fand in Halle die Deutsche Meisterschaft im Saalfahren und Radballspiel statt. Nach 1945 erfolgte der Zusammenschluss der Sektionen Fußball, Radsport und Kegeln zum neuen gemeinsamen Verein „Genossenschaft Halle“, der nach 1949 in Traktor Ost umbenannt wurde. In Reideburg wird seit den frühen 1950ern Radsport betrieben. Am 24. Juni 1951 findet dort eine Hallenradsportveranstaltung mit „Radball sowie Reigen- und Kunstradfahren“ statt. Ab 1972 tritt die Landsportgemeinschaft Reideburg mit den „Radsportlern Saalradsport“ an.
Der heutige Verein ist über den Landesverband Radsport Sachsen-Anhalt e.V. Mitglied im Bund Deutscher Radfahrer. Er spielt mit der 1. Damen-Mannschaft (Halle Lizards) in der 1. Radpolo-Bundesliga und wurde 2015 und 2019 deutscher Vizemeister sowie 2022 Meister im Damen-Radpolo. Die Herren-Radball-Teams des RSV spielten in der Vergangenheit in der deutschen Radball-Bundesliga. 2019 wurden sie Staffelsieger der 2. Bundesliga Nord, scheiterten aber in der Aufstiegsrunde zur 1. Bundesliga. In den Altersklassen der Schüler stellte der RSV sachsen-anhaltische Landesmeister sowie Pokalsieger und nimmt regelmäßig an den deutschen Meisterschaften im Hallenradsport teil.
Die damalige LSG Reideburg wurde unter anderem fünffacher DDR-Meister im Radpolo sowie 1986 DDR-Meister im Junioren-Radball. Der heutige Verein wurde 2022 Deutscher Meister im Radpolo.
Die Trainingsstätte der Radsportler ist seit den 1970ern die Turnhalle der Grundschule Reideburg. Der Verein war in der Vergangenheit regelmäßig Landesleistungsstützpunkt Hallenradsport und ist heutzutage Landesleistungsstützpunkt Radball des Landessportbunds Sachsen-Anhalt.

## Teams

### Radball
- Reideburg 1, 2. Bundesliga Nord
- Reideburg 2, Sachsen-Anhalt-Oberliga
- Reideburg 3, Sachsen-Anhalt-Oberliga
- Reideburg U17, Sachsen-Anhalt-Juniorenliga
- Reideburg U15, Sachsen-Anhalt-Schülerliga A
- Reideburg U13, Sachsen-Anhalt-Schülerliga A
- Reideburg U11, Sachsen-Anhalt-Schülerliga B

### Radpolo
- Reideburg 1, 1. Bundesliga
- Reideburg 2, 2. Bundesliga

## Erfolge
| Jahr | Radpolo                      | Radball                   |
| ---- | ---------------------------- | ------------------------- |
| 1972 | 3. Platz DDR-Meisterschaften |                           |
| 1973 | 3. Platz DDR-Meisterschaften |                           |
| 1974 | 2. Platz DDR-Meisterschaften |                           |
| 1975 | 3. Platz DDR-Meisterschaften |                           |
| 1976 | DDR-Meister                  |                           |
| 1977 | 3. Platz DDR-Meisterschaften |                           |
| 1978 | 3. Platz DDR-Meisterschaften |                           |
| 1979 | 2. Platz DDR-Meisterschaften |                           |
| 1980 | 2. Platz DDR-Meisterschaften |                           |
| 1981 | 2. Platz DDR-Meisterschaften |                           |
| 1982 | 2. Platz DDR-Meisterschaften |                           |
| 1983 | DDR-Meister                  |                           |
| 1984 | 3. Platz DDR-Meisterschaften |                           |
| 1985 | DDR-Meister                  |                           |
| 1986 | DDR-Meister                  |                           |
| 1987 | DDR-Meister                  |                           |
| 1988 | 3. Platz DDR-Meisterschaften |                           |
| 1989 | 3. Platz DDR-Meisterschaften |                           |
| 2012 | 4. Platz 1. Bundesliga       | 1. Platz Landesliga Süd   |
| 2013 | 3. Platz 1. Bundesliga       | 2. Platz Verbandsliga Süd |
| 2014 | 4. Platz 1. Bundesliga       | 7. Platz Oberliga         |
| 2015 | 2. Platz 1. Bundesliga       | 3. Platz Oberliga         |
| 2016 | 5. Platz 1. Bundesliga       | 3. Platz Oberliga         |
| 2017 | 3. Platz 1. Bundesliga       | 11. Platz 2. Bundesliga   |
| 2018 | 2. Platz 1. Bundesliga       | 7. Platz 2. Bundesliga    |
| 2019 | 2. Platz 1. Bundesliga       | 1. Platz 2. Bundesliga    |
| 2020 | 3. Platz 1. Bundesliga       | 4. Platz 2. Bundesliga    |
| 2021 |                              | 6. Platz 2. Bundesliga    |
| 2022 | Deutscher Meister            | 7. Platz 2. Bundesliga    |

Ergebnisse von radballer.info, www.sportinhalle.de/sportart/rad-und-rollsport/radsport und sport-komplett.de